# Erich Ahrendt
Erich Ahrendt (* 29. Juli 1933 in Altwriezen; † 27. Juli 2009) war ein deutscher Speerwerfer.

## Biografie
Ahrendt gewann bei den DDR-Meisterschaften 1959 die Bronzemedaille. Bei den Olympischen Spielen 1960 in Rom schaffte er es im Speerwurf jedoch nicht, sich für das Finale zu qualifizieren, und belegte den 16. Rang. Ein Jahr später wurde er DDR-Meister.
Ahrendt studierte später Medizin und wurde Chirurg im Berlin-Pankow.